# Marie-Jeanette Ferch
Marie-Jeanette Ferch (geborene Steinle, * 25. Dezember 1976 in Bayern) ist eine deutsche Vielseitigkeitsreiterin und Polospielerin der Amateurspielklasse.

## Leben
Marie-Jeanette Ferch, Tochter eines ehemaligen Aktiven in der Vielseitigkeitsreiterei, stammt aus einer bayerischen Bauunternehmerfamilie. Die Familie züchtet außerdem Vielseitigkeits-Sportpferde im sächsischen Cavertitz.
Den ersten Reiterwettbewerb gewann Marie-Jeanette im Sattel eines Ponys namens Pedro – im Alter von vier Jahren. Bereits mit 12 gewann sie beim Nachwuchschampionat in Warendorf den Stilgeländeritt mit der Note 9,8. Sie war Mitglied des bayerischen Eventing-Kaders sowie bis einschließlich 2002 neben Andreas Dibowski, Bettina Hoy und Ingrid Klimke Mitglied des deutschen Championats-Bundeskaders Eventing. Daneben widmete sie sich dem Training und der Leistungsvorstellung von Nachwuchspferden.
2005 heiratete Marie-Jeanette Steinle den deutschen Filmschauspieler Heino Ferch und nahm seinen Nachnamen an. Am 10. November 2008 wurde Marie-Jeanette Ferch Mutter einer Tochter, am 4. November 2013 Mutter eines Sohnes sowie im August 2021 erneut Mutter eines Sohnes. Im September 2024 machte das Paar seine Trennung öffentlich.

## Vielseitigkeitsreiten (Eventing)
Erfolgsbilanz:

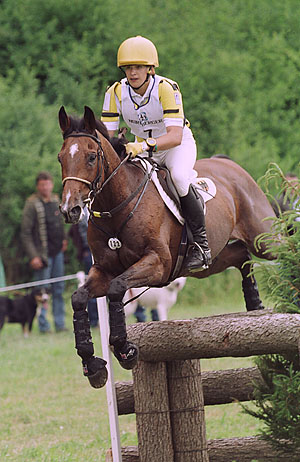
Marie-Jeanette Ferch auf Traque le Vent

1993 und 1994 nahm sie an den Deutschen Meisterschaften der Junioren teil, 1994 belegte sie Platz 9 der Rangliste.
An den Europameisterschaften der Junioren nahm sie 1993 und 1994 teil und belegte 1994 (Gold Team) den 6. Platz. Die Deutschen Meisterschaften der Jungen Reiter 1995 sahen sie auf Platz 10 der Rangliste.
Bei den Weltmeisterschaften 1998 in Rom belegte sie als beste deutsche WM-Teilnehmerin Platz 23. Marie-Jeanette erhielt in diesem Jahr im Alter von 22 Jahren den Ehrenteller des Bayerischen Staatsministeriums als weltweit jüngste Teilnehmerin an den Weltmeisterschaften. „Sie war damit beste Vielseitigkeits-Reiterin Deutschlands“ (Staatsminister Josef Miller).
Als Mitglied des bundesdeutschen Nationalkaders qualifizierte sie sich für die Olympischen Sommerspiele 2000 in Sydney, Australien. Im Jahr 2001 nahm Marie-Jeanette Steinle an den Europameisterschaften teil, bei den Deutschen Meisterschaften im Jahr 2000 belegte sie Platz 7 und im Jahr 2001 Platz 8.
In der Nationalen Rangliste Vielseitigkeit stand sie im Jahr 2003 auf Platz 15 hinter den ersten vier Bettina Hoy, Andreas Dibowski, Michael Jung und Frank Ostholt.
Sonstige internationale Erfolge:
- 1996: 1. Platz beim CCI** in Wiendorf
- 1998: 5. Platz beim CCI*** in Bramham
- 1998: 5. Platz beim CCI*** in Achselschwang
- 2000: 3. Platz beim CCI* in Jerez de la Frontera auf Classic S von Cassone als beste Deutsche
- 2000:14. Platz beim CCI*** in Achselschwang auf Traque le Vent
- 2000: 6. Platz beim CCI** in Punchestown, Irland auf Silent Appeal
- 2001: 8. Platz beim CIC*** in Warendorf
- 2001:11. Platz bei der Weltmeisterschaft der jungen Pferde auf Classic S von Cassone als zweitbeste Deutsche nach Andreas Dibowski (2. Platz)
- 2002: 1. Platz beim CIC** in Steinberg auf Classic S von Cassone
- 2003: 1. Platz beim CIC*/** in Vairano
- 2003: 4. Platz beim CIC** in Unterbeuern auf RSR Casting
- 2003: 8. Platz beim CIC** in Marbach auf RSR Casting
- 2003: 3. Platz beim CIC** in Bredeneek auf King Salmon[5]

Ausbilder des Paares Marie-Jeanette Steinle/Traque le Vent waren Ludger Beerbaum, Rüdiger Schwarz und der Brite Rodney Powell. Marie-Jeanette Ferch ist Mitglied im RVV Riedhausen-Brunnthal.

## Polo

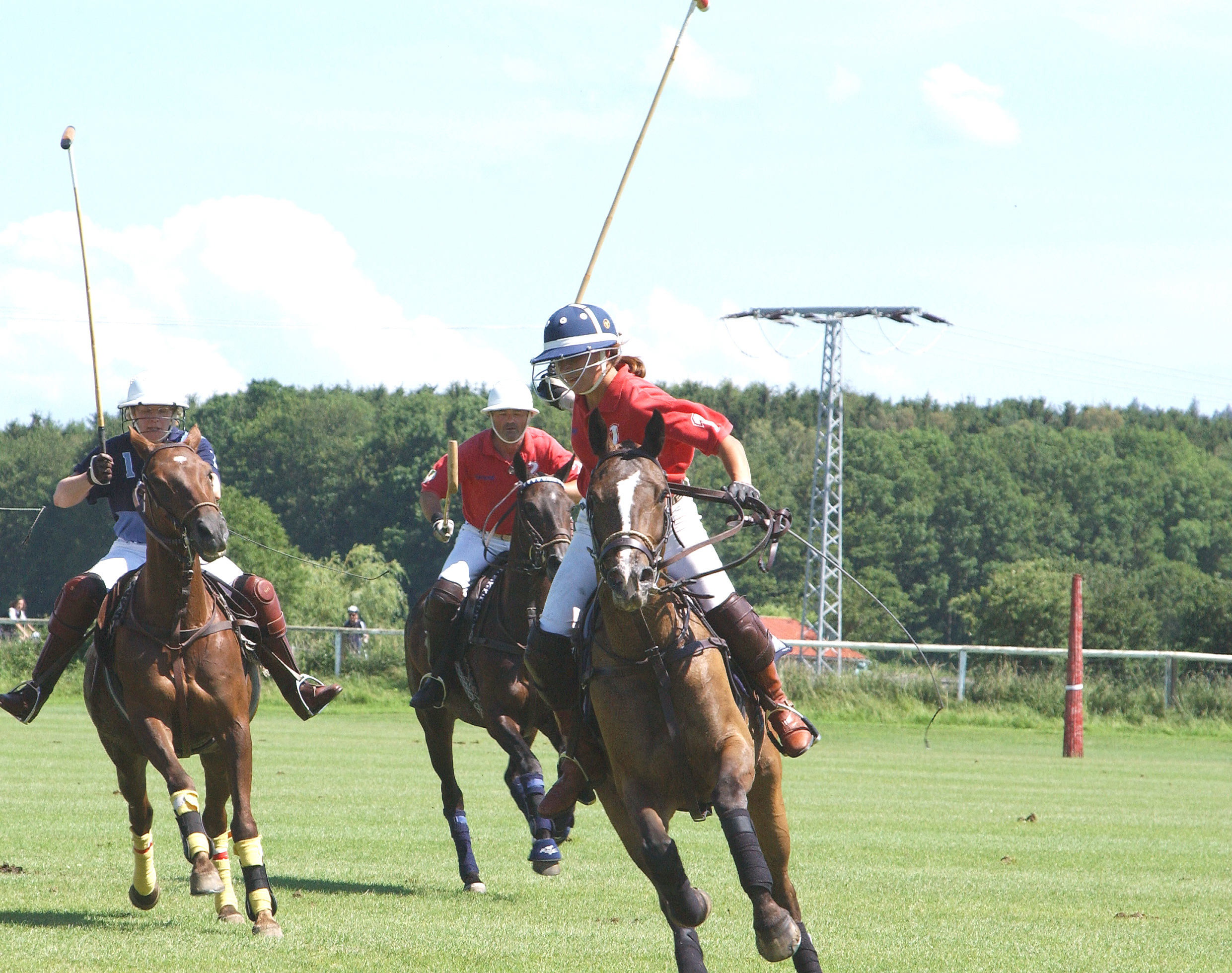
Marie-Jeanette Ferch (1. v. re. in rot) bei einem Poloturnier in Holzkirchen-Thann 2007

2004 wechselte Marie-Jeanette Ferch vom Vielseitigkeitsreiten zum Polosport. Ferch und ihr Gatte Heino Ferch sind Mitglieder des Poloclub Landsberg-Ammersee. Um Marie-Jeanette und Heino Ferch hat sich am Ammersee ein neuer Kristallisationspunkt um spielerischen Nachwuchs im Polosport gebildet.
In den Jahren 2004 bis 2008 verbesserte sie ihr offizielles DPV-Handicap von −2 auf ±0, das sie auch 2017 noch hat. In der Spielsaison 2007 gelang einem Team des Polo-Clubs Landsberg, an dem auch Marie-Jeanette Ferch beteiligt war, erstmals der Gesamtsieg in einem offiziellen DPV-Turnier, dem 3. Süddeutschen Polo-Derby um den Nissan Cup. In der Spielsaison 2008 wurde sie beim 6. Hypo Liechtenstein Snow Arena Polo World Cup als beste Spielerin des Turniers ausgezeichnet.